# David Johnson (labdarúgó, 1951)
David Edward Johnson (Liverpool, 1951. október 23. – 2022. november 23.) válogatott angol labdarúgó.

## Pályafutása

### Klubcsapatban
Pályafutását az Evertonban kezdte 1969-ben. Három szezon alatt 49 mérkőzésen lépett pályára és 11 alkalommal volt eredményes. 1972-ben az Ipswich Town szerződtette, ahol négy idényt töltött. 1976-ban a Liverpool csapatához igazolt. 1976 augusztus 1-jén mutatkozott be egy Norwich elleni bajnokin, amit az Anfielden játszottak. A Liverpoolt egészen 1982-ig erősítette. A nevéhez 148 mérkőzés és 55 gól fűződik, négyszeres angol bajnok, kétszeres ligakupa, négyszeres szuperkupa, háromszoros BEK és egyszeres UEFA-szuperkupa győztes. 1982-ben visszatért korábbi csapatához az Evertonhoz. Második idényében kölcsönben a Barnsley-ban szerepelt kölcsönben. Ezt követően játszott még Manchester City és a Preston North End csapataiban is.

### A válogatottban
1975 és 1980 között nyolc alkalommal szerepelt az angol válogatottban és öt gólt szerzett. Részt vett az 1980-as Európa-bajnokságon.

## Sikerei, díjai
Liverpool
- Angol bajnok (4): 1976–77, 1978–79, 1979–80, 1981–82
- Angol ligakupa (2): 1980–81, 1981–82
- Angol szuperkupa (4): 1976, 1977 (megosztva), 1979, 1980
- Bajnokcsapatok Európa-kupája (3): 1976–77, 1977–78, 1980–81
- UEFA-szuperkupa (1): 1977

## Statisztika

### Mérkőzései az angol válogatottban
| Anglia | Anglia              | Anglia                        | Anglia  | Anglia   | Anglia         | Anglia             | Anglia | Anglia      |
| #      | Dátum               | Helyszín                      | Hazai   | Eredmény | Vendég         | Kiírás             | Gólok  | Esemény     |
| ------ | ------------------- | ----------------------------- | ------- | -------- | -------------- | ------------------ | ------ | ----------- |
| 1.     | 1975. május 21.     | London, Wembley Stadion       | Anglia  | 2 – 2    | Wales          | brit házibajnokság | 2      | 10' 84'     |
| 2.     | 1975. május 24.     | London, Wembley Stadion       | Anglia  | 5 – 1    | Skócia         | brit házibajnokság | 1      | 73'         |
| 3.     | 1975. szeptember 3. | Bázel, St. Jakob stadion      | Svájc   | 1 – 2    | Anglia         | barátságos         | -      | 57'         |
| 4.     | 1980. február 6.    | London, Wembley Stadion       | Anglia  | 2 – 0    | Írország       | Eb-selejtező       | -      | 60'         |
| 5.     | 1980. május 13.     | London, Wembley Stadion       | Anglia  | 3 – 1    | Argentína      | barátságos         | 2      | 42' 50' 76' |
| 6.     | 1980. május 20.     | London, Wembley Stadion       | Anglia  | 1 – 1    | Észak-Írország | brit házibajnokság | -      |             |
| 7.     | 1980. május 24.     | Glasgow, Hampden Park         | Skócia  | 0 – 2    | Anglia         | brit házibajnokság | -      |             |
| 8.     | 1980. június 12.    | Torino, Stadio Comunale (ITA) | Belgium | 1 – 1    | Anglia         | Eb-csoportkör      | -      | 70'         |
|        | Összesen            |                               |         | 8        | mérkőzés       |                    | 5      | gól         |